# Liste der Stolpersteine im Landkreis Unterallgäu

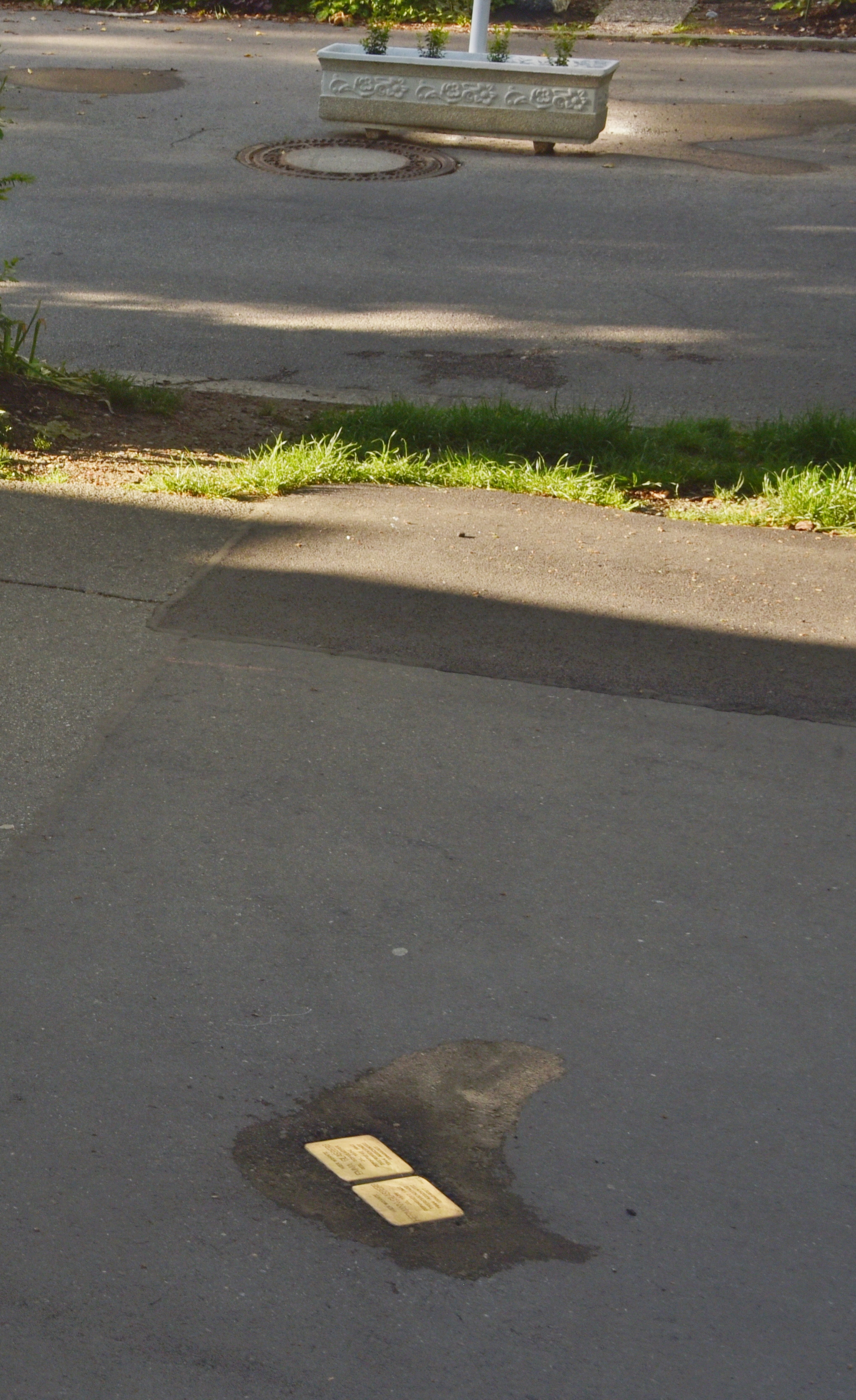
Stolpersteine in Bad Wörishofen

Die Liste der Stolpersteine im Landkreis Unterallgäu gibt eine Übersicht über der vom Künstler Gunter Demnig im Landkreis Unterallgäu verlegten Stolpersteine. Mit ihnen soll an Opfer des Nationalsozialismus erinnert werden, die in diesem Landkreis lebten und wirkten.
Die bislang einzigen Verlegungen im Landkreis Unterallgäu fanden am 26. Mai 2015 statt.

## Verlegte Stolpersteine

### Bad Wörishofen
In Bad Wörishofen wurden zwei Stolpersteine an einem Standort verlegt.
| Stolperstein | Inschrift                                                                                                 | Standort                   | Name, Leben                                                                            |
| ------------ | --- | -------------------------- | -------------------------------------------------------------------------------------- |
|              | HIER WOHNTE EMMA GLASBERG GEB. SCHULHÖFER JG. 1874 DEPORTIERT 1942 THERESIENSTADT 1944 AUSCHWITZ ERMORDET | Bahnhofstraße 4 (Standort) | Emma Glasberg wurde am 27. Mai 1874 in Buttenheim geboren.                             |
|              | HIER WOHNTE HERMANN GLASBERG JG. 1871 DEPORTIERT 1942 THERESIENSTADT 1944 AUSCHWITZ ERMORDET              | Bahnhofstraße 4 (Standort) | Hermann Glasberg wurde am 25. März 1871 in Plock, damals zu Russland gehörig, geboren. |

### Mindelheim
In Mindelheim wurden vier Stolpersteine an zwei Standorten verlegt.
| Stolperstein | Inschrift | Standort                                     | Name, Leben                           |
| ------------ | --- | -------------------------------------------- | ------------------------------------- |
|              | HIER WOHNTE JAKOB GRÜNWALD JG. 1903 IM WIDERSTAND / KPD SEIT 1933 INHAFTIERT IN MEHREREN ZUCHTHÄUSERN UND KZ 1942 NEUENGAMME ERMORDET 6.8.1943 | Gerberstraße 21 (Standort)                   | Jakob Grünwald                        |
|              | HIER WOHNTE FANNY LIEBSCHÜTZ GEB. BACH JG. 1904 DEPORTIERT 1942 PIASKI ERMORDET                                                                | Maximilianstraße 30 (Marienplatz) (Standort) | Fanny Liebschütz geb. Bach Gedenkbuch |
|              | HIER WOHNTE JAKOB LIEBSCHÜTZ JG. 1893 'SCHUTZHAFT' 1938 DACHAU VERHAFTET 1941 GEFÄNGNIS MEMMINGEN DEPORTIERT 1942 PIASKI ERMORDET              | Maximilianstraße 30 (Marienplatz) (Standort) | Jakob Liebschütz Gedenkbuch           |
|              | HIER WOHNTE WERNER LIEBSCHÜTZ JG. 1928 FLUCHT 1939 SCHWEIZ                                                                                     | Maximilianstraße 30 (Marienplatz) (Standort) | Werner Liebschütz                     |

## Verlegedatum
- 26. Mai 2015